# الغبشان
تقع قرية الغبشان جنوب الخرطوم بحوالي 90 كلم تقريبا وهي تابعة لمحلية الحصاحيصا بولاية الجزيرة ومعظم سكان الغبشان من قبيلة الحسانية و توجد فيها قبائل أخرى مثل الكواهلة والحلاوين ويعمل سكنها بالزراعة والرعي وتوجد بعض الخدمات بالقرية وهي تعتبر من القري القديمة بولاية الجزيرة وقد هاجرت إليها قبيلة الحسانية في مطلع القرن العشرين والذين أتوا من النيل الأبيض وهم ينتمون إلى فرع الحمران الرحماب ولهم صلة بالفروع الأخرى كالصندداب و وغيرهم وتعتبر الغبشان من أكبر قرى الوحدة الإدارة بالربع) وموقعها المميز وقربها من ملتقى الطرق ساعدها أن تكون حلقة وصل بين منطقة العوامرة ومحلية الحصاحيصا وهي تتوسط عدد 4 وحدات إدارية وهي المحيريبا وأبو قوتة والربع والمعيلق ولأهالي الغبشان صلة وثيقة بالشيخ الطيب ود بدر والذي يوجد ضريحه في أبو شنيب فهم يعتبرون أنفسهم من مريده ولكن الآن يوجد مفهوم وعي ديني عالِ يبلغ عدد سكان الغبشان حوالي 7000 نسمة.[بحاجة لمصدر]